# Baskhaur
Baskhaur (nepalski: बसखौर) – gaun wikas samiti w zachodniej części Nepalu w strefie Lumbini w dystrykcie Kapilvastu. Według nepalskiego spisu powszechnego z 2001 roku liczył on 1215 gospodarstw domowych i 8525 mieszkańców (4066 kobiet i 4459 mężczyzn).